# Aenasius frontalis
Aenasius frontalis är en stekelart som beskrevs av Compere 1937. Aenasius frontalis ingår i släktet Aenasius och familjen sköldlussteklar.
Artens utbredningsområde är:
- Costa Rica.
- Panama.
- Peru.

Inga underarter finns listade i Catalogue of Life.